# Хохлов, Николай Дмитриевич
Никола́й Дми́триевич Хохло́в — советский государственный и хозяйственный деятель, Герой Социалистического Труда, лауреат Ленинской премии.

## Биография
Родился 3 декабря 1918 года в селе Садки ныне Чеховского района Московской области. Русский.
В 1941 году окончил Московский механико-машиностроительный институт (МВТУ имени Н. Э. Баумана) по специальности — инженер-механик.
- С 1941 по 1951 годы работал конструктором, начальником бюро, заместителем начальника и начальником цеха на заводе № 8 Министерства вооружений СССР (ныне — город Королёв, Московской области).
- С 1951 по 1952 год являлся начальником отдела Главного Управления Министерства вооружений СССР, в 1952 году занимал должность главного инженера завода № 88 Министерства вооружений СССР (ныне — город Королёв, Московской области).
- В 1952-61 годах работал главным технологом, в 1961-65 годах — главным инженером и заместителем директора на заводе № 586 (ныне — завод «ЮжМаш», город Днепропетровск, УССР).
- В 1965 году был назначен заместителем Министра общего машиностроения СССР и проработал на этом посту до 1984 года.
- С 1984 по 1996 годы работал ведущим инженером по отрасли, ведущим инженером-технологом в НИИ технологи машиностроения MОM (ныне — ФГУП "НПО «Техномаш», город Москва).

Указом Президиума Верховного Совета СССР от 17 июня 1961 года присвоено звание Героя Социалистического Труда с вручением ордена Ленина и золотой медали «Серп и Молот».
Лауреат Ленинской премии (1964).
Умер в Москве в 1999 году. Похоронен в Москве на Троекуровском кладбище, участок № 4.